# Mitsuhide Akechi
Mitsuhide Akechi (jap. 明智光秀 Akechi Mitsuhide; ur. 1528?, zm. 2 lipca 1582) – japoński dowódca wojskowy, żyjący w erach Sengoku i Azuchi Momoyama. 
Pochodził z rodu Minamoto, z linii Settsu-Genji wywodzącej się z Seiwa-Genji (klan Akechi był spokrewniony z klanem Toki). Znany pod pseudonimami Jūbei (jap. 十兵衛) i Shōan (jap. 咲庵).
Mitsuhide pojął za żonę Hiroko Tsumaki, z którą miał syna Mitsuyoshiego Akechi, córkę Gracię Hosokawa i drugą córkę o nieznanym imieniu, która została żoną Nobusumiego Tsudy.